# Lazareto (Cap-Vert)
Pour les articles homonymes, voir Lazareto.
Lazareto est un village du Cap-Vert sur l’île de São Vicente et rattaché administrativement à la ville portuaire de Mindelo.